# Róża

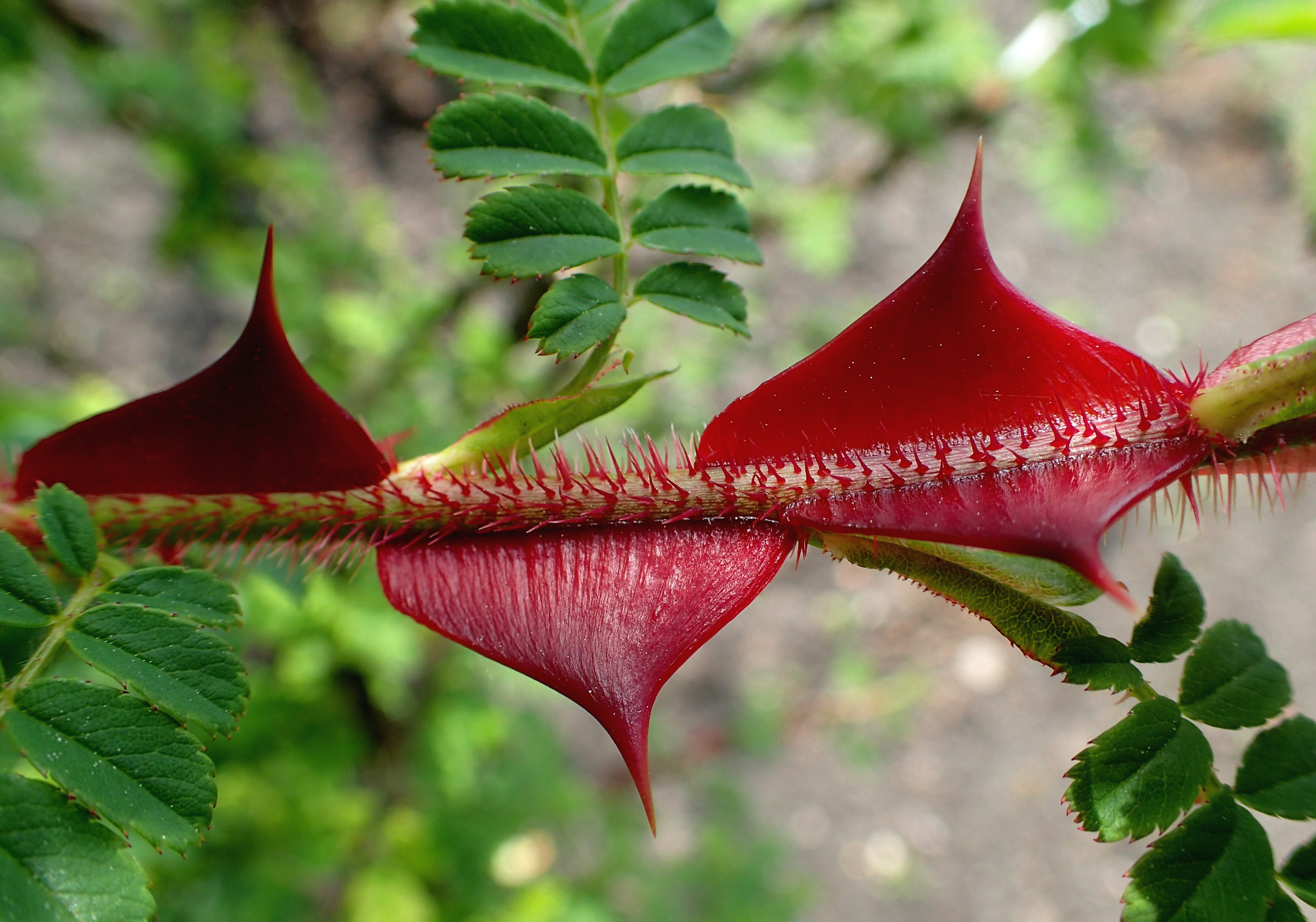
Kolce róży czteropłatkowej

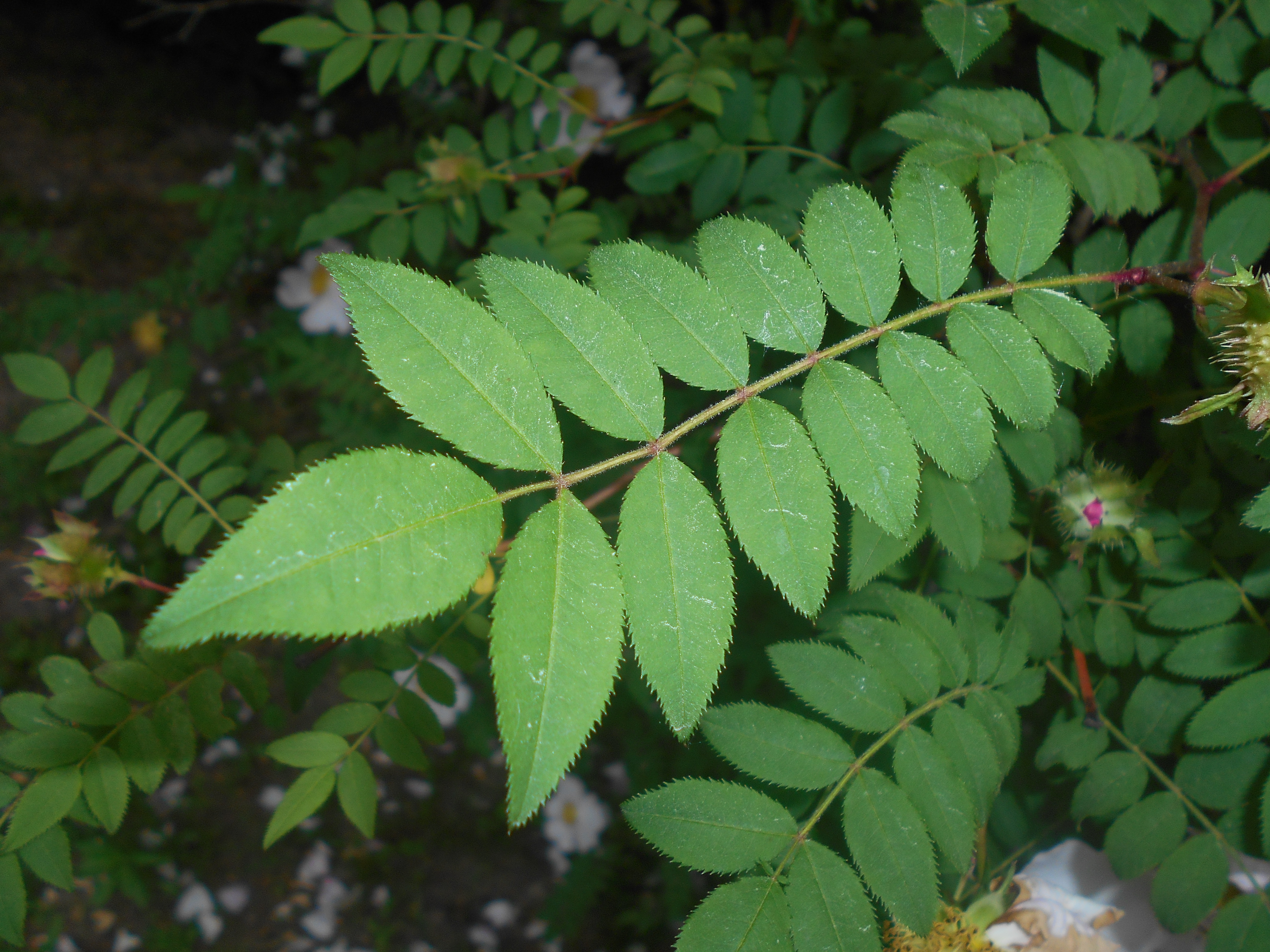
Liść Rosa roxburghii

Budowa kwiatu róży dzikiej

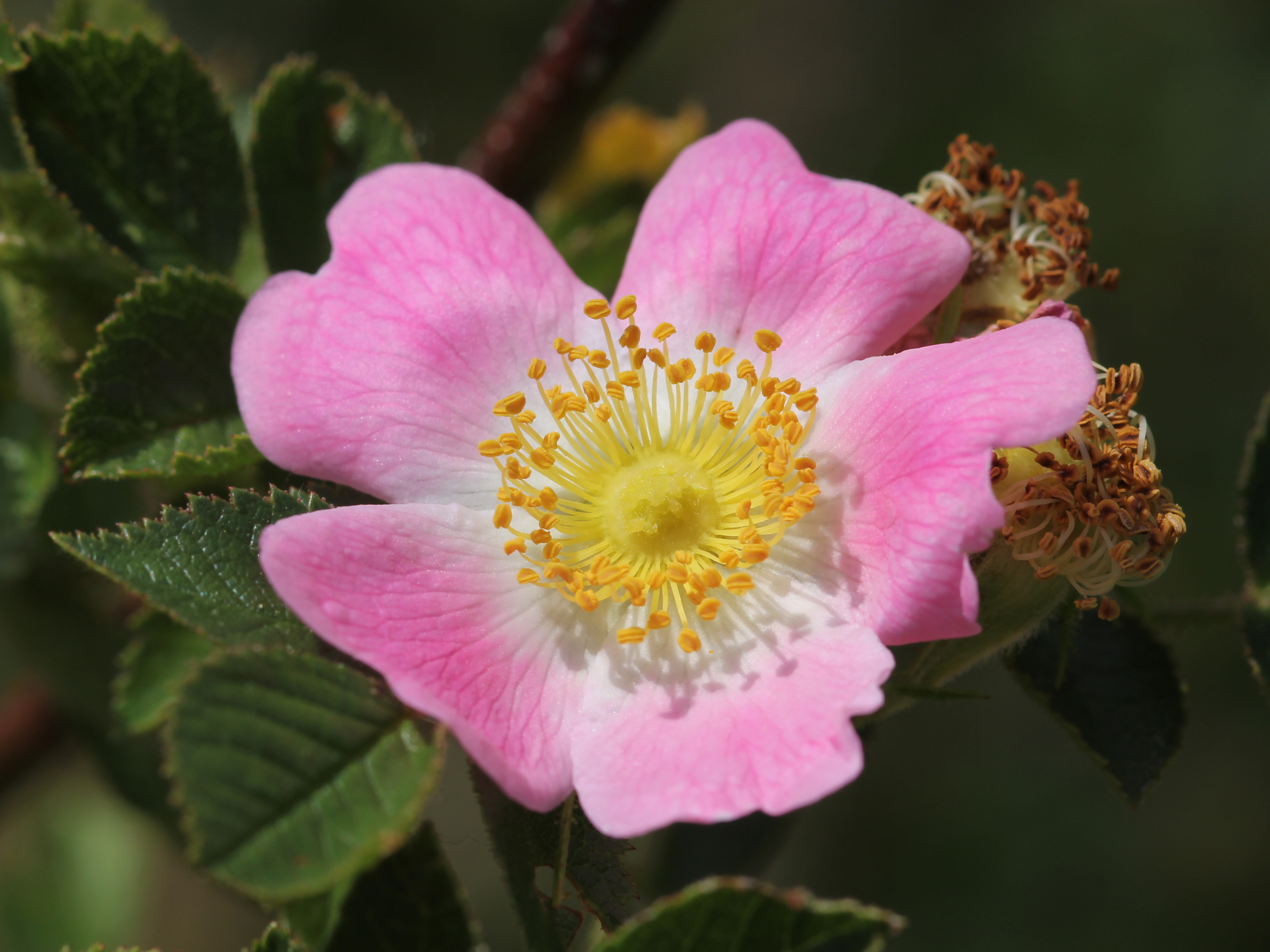
Kwiat róży jabłkowatej

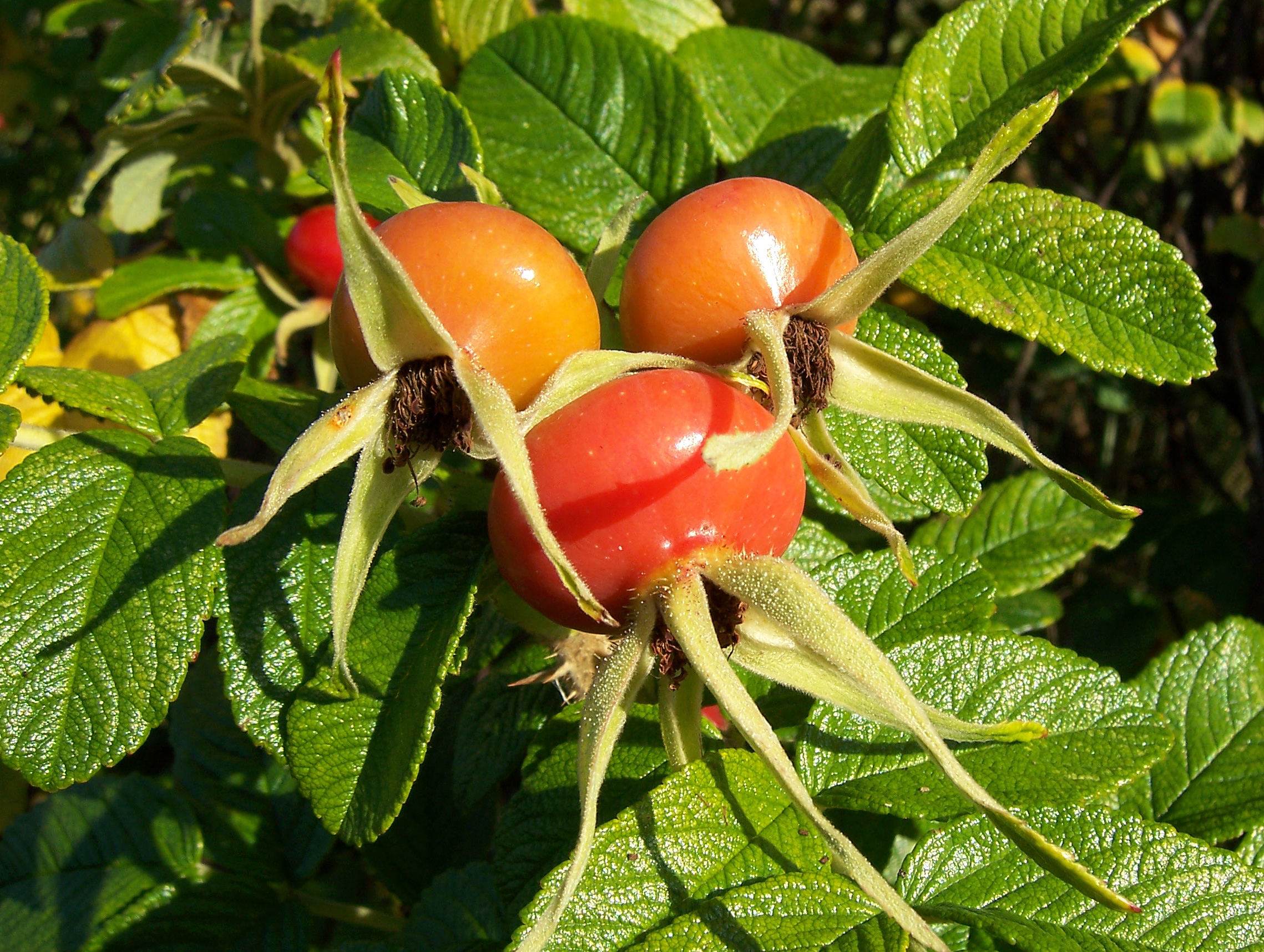
Owoce róży pomarszczonej

Róża (Rosa L.) – rodzaj krzewów należących do rodziny różowatych (Rosaceae). Znanych jest ok. 140–260 gatunków występujących na półkuli północnej. Występują w różnych formacjach leśnych i zaroślowych. Są krzewami i pnączami o kwiatach zwykle pachnących, zapylanych przez owady.
Są źródłem olejku różanego wykorzystywanego w przemyśle perfumeryjnym, są roślinami leczniczymi i jadalnymi (organem jadalnym są mięsiste hypancja otaczające owoce), ale przede wszystkim wykorzystywane są jako rośliny ozdobne.
Różami zajmuje się nauka rodologia – gałąź botaniki.

## Rozmieszczenie geograficzne
Zasięg naturalny róż obejmuje rozległe przestrzenie półkuli północnej. Prawdopodobną kolebką róż jest wschodnia Azja, w szczególności obszar Chin, gdzie występuje nie tylko największe zróżnicowanie gatunkowe, ale też występują tu w większości gatunki diploidalne. W Europie występują liczne gatunku pentaploidalne, a w Ameryce Północnej di-, tetra- i heksaploidalne. Zasięg rodzaju w Azji obejmuje niemal cały kontynent z wyjątkiem krańców północnych, Indochin, znacznej części Półwyspu Indyjskiego, rejonu Półwyspu Arabskiego (róże występują jednak na wschodnim wybrzeżu Morza Śródziemnego oraz na południowym krańcu półwyspu). Róże spotykane są w całej Europie z wyjątkiem jej północnych krańców. W Afryce rosną w rejonie Etiopii i w jej północno-zachodniej części. W Ameryce Północnej róże obecne są na niemal całym kontynencie na północ od środkowego Meksyku, z wyjątkiem dalekiej północy i Archipelagu Arktycznego.
Gatunki flory Polski
Lista obejmuje także gatunki uprawiane oraz efemerofity:
Pierwsza nazwa naukowa według listy krajowej, druga – obowiązująca według bazy taksonomicznej Plants of the World online (jeśli jest inna)
- róża alpejska Rosa pendulina L.
- róża białokwiatowa Rosa × alba L. – gatunek uprawiany,
- róża czerwonawa Rosa glauca Pourr. – antropofit zadomowiony
- róża dahurska Rosa davurica Pall. – antropofit zadomowiony
- róża damasceńska Rosa × damascena Mill. ≡ R. × damascena Herrm.– gatunek uprawiany
- róża drobnokwiatowa Rosa micrantha Borrer ex Sm.
- róża dzika Rosa canina L.
- róża eliptyczna Rosa inodora Fr.
- róża francuska Rosa gallica L.
- róża frankfurcka Rosa × francofourtana Münchh. – gatunek uprawiany
- róża girlandowa Rosa majalis Herrm.
- róża gęstokolczasta Rosa spinosissima L. – antropofit zadomowiony
- róża igiełkowata Rosa acicularis Lindl. – antropofit zadomowiony
- róża jabłkowata Rosa villosa L.
- róża Jundziłła Rosa jundzillii Bess. ≡ R. marginata Wallr.
- róża karolińska Rosa carolina L. – antropofit zadomowiony
- róża kutnerowata Rosa tomentosa Sm.
- róża labradorska Rosa blanda Aiton – antropofit zadomowiony
- róża polna Rosa agrestis Savi
- róża pomarszczona Rosa rugosa Thunb. – antropofit zadomowiony
- róża rdzawa Rosa rubiginosa L.
- róża rosyjska Rosa gorenkensis Besser – antropofit zadomowiony
- róża sina Rosa dumalis Bechst. em. Boulenger
- róża stulistna Rosa × centifolia L. – gatunek uprawiany
- róża wielokwiatowa Rosa multiflora Thunb. – antropofit zadomowiony
- róża wirgińska Rosa virginiana Herrm. – antropofit zadomowiony
- róża węgierska Rosa zalana Wiesb.
- róża zapoznana, róża Sherarda Rosa sherardii Davies
- róża żółta Rosa foetida Herrm. – antropofit zadomowiony.

## Morfologia
PokrójKrzewy osiągające zwykle do ok. 3 m wysokości, w przypadku gatunków pnących nawet do 30 m. Pędy kolczaste, wyprostowane, łukowate, płożące lub pnące. Różne części rośliny często z gruczołkami zawierającymi olejki eteryczne, po roztarciu wydzielającymi specyficzny dla różnych gatunków zapach. Z korzeni wypuszczają mniej lub bardziej obficie odrosty (pędy przybyszowe).
ŁodygaOkryta kolcami, czasem też owłosiona, rzadko bezbronna (R. pendulina – częściowo, R. blanda i niektóre odmiany hodowlane róży dzikiej R. canina i wielokwiatowej R. multiflora). Kolce bardzo zmienne – proste, zakrzywione lub hakowate, masywne lub szczeciniasto-igiełkowate, czasem z domieszką kolców gruczołonośnych. Kształt i wielkość kolców jest zmienna nie tylko w obrębie rodzaju, ale także w obrębie poszczególnych gatunków i roślin. Przy oznaczaniu i analizie cech taksonomicznych róż przyglądać się należy szczytowym partiom silnie rosnących długopędów wydającym boczne pędy kwiatowe. Młode pędy są zielone lub czerwono nabiegłe, z czasem drewnieją i pokrywają się szaro-brunatną, popękaną korą.
LiścieSkrętoległe, sezonowe, nieparzystopierzaste z 5–9 (rzadko do 19) listkami (wyjątkowo liście pojedyncze ma R. persica). Z wierzchu matowe lub połyskujące, od spodu nagie, owłosione, nierzadko także gruczołowato. Kształt listków eliptyczny, jajowaty lub okrągły, na szczycie blaszka liściowa zaokrąglona lub zaostrzona, u nasady zaokrąglona lub zbiegająca. Brzeg liścia zwykle piłkowany (pojedynczo, podwójnie lub potrójnie), z ząbkami ogruczolonymi lub bez gruczołów. Osadki liści nagie lub owłosione, często z gruczołami i kolcami. Przylistki zrośnięte z ogonkiem liściowym, często na znacznej jego długości i ogruczolone na krawędzi. Zwykle różnie wykształcone na pędach kwitnących i płonnych.
KwiatyDuże, pachnące, obupłciowe, promieniste, wyrastają na szypułkach różnej długości. Szypułki mogą być proste lub wygięte, gładkie, owłosione lub kolczaste. Kwiaty osadzone są pojedynczo lub zebrane w kwiatostany: wiechy, baldachogrona i podbaldachy. Korona kwiatu zwykle jest 5-płatkowa, czteropłatkowa jest u R. omeiensis i R. sericea, a u odmian hodowlanych bywa do 15 okółków płatków powstałych w wyniku przekształcenia części okółków pręcików w płatki. Płatki są różnokształtne, barwy białej, różowej lub czerwonej (u odmian hodowlanych też inne barwy). W pąku płatki są zwinięte spiralnie, przez co pąki kwiatowe są charakterystycznie wydłużone. U nasady płatków znajduje się zwykle wieniec gruczołów miodnikowych. Działki kielicha zielone, całobrzegie lub trzy zewnętrzne pierzasto podzielone. Liczne słupki wraz pręcikami osadzone są we wklęsłym dnie kwiatowym zwanym hypancjum. Pręcików jest od 50 do kilkuset, zwykle barwy żółtej, rzadziej pomarańczowej, białej, czerwonej. Nitki pręcików są cienkie, w pąku skręcone lub zgięte, zakończone są pylnikami, z których każdy zawiera dwa worki z dwoma komorami pyłkowymi. Słupki są zwykle wolne, czasem zrośnięte w górnej części szyjkami. Zalążnia w każdym słupku jest siedząca lub osadzona na krótkim trzoneczku. Łożysko w zalążni jest przyścienne, osadzone w nim zalążki są odwrócone (anatropowe). Po zapłodnieniu w każdej zalążni rozwija się tylko jeden zalążek. Szyjka słupka kończy się mniej lub bardziej wypukłym znamieniem. Dno kwiatowe otaczające słupki i pręciki zmienia się w trakcie owocowania w zmięśniałą okrywę. Na szczycie beczułkowato-dzbankowatego hypancjum znajduje się zwężone ujście zwane orficjum, otoczone zgrubieniem zwanym dyskiem. Dysk może być pierścieniowaty, płaski lub stożkowaty. Przez orficjum wystają szyjki słupków, które mogą być skupione w luźne wiązki typu bukietowatego lub półkulistą, zbitą główkę. Wokół ujścia hypancjum osadzone są okółki korony i kielicha.
OwoceWłaściwymi owocami są twarde niełupki, okryte w mięśniejącym hypancjum tworzącym tzw. owoc pozorny (szupinkowy). Hypancja w miarę dojrzewania zmieniają barwę z zielonej na pomarańczową, czerwoną i ciemniejszą aż do koloru czarnego. Przybierają kształt kulisty lub elipsoidalny o długości 5–50 mm.

## Systematyka
Gatunkiem typowym jest róża girlandowa (Rosa cinnamomea L.).

### Pozycja systematyczna rodzaju
Pozycja systematyczna według APweb (2001...)
Rodzaj Rosa stanowi prawdopodobnie klad siostrzany dla plemienia Potentilleae Sweet obejmującego 11 rodzajów, m.in.: pięciornik (Potentilla), przywrotnik (Alchemilla), poziomka (Fragaria). Grupa ta stanowi jeden z kladów bazalnych rodziny różowatych, przy czym najprawdopodobniej wcześniej oddzieliły się linie rozwojowe prowadzące do współczesnych rodzajów wiązówka (Filipendula), jeżyna (Rubus) i plemienia Colurieae Rydberg, obejmującego m.in. rodzaje kuklik (Geum), pragnia (Waldsteinia), Coluria.
Rodzina różowatych Rosaceae stanowi z kolei klad bazalny rzędu różowców Rosales z kladu różowych (rosids), stanowiącego jedną z linii rozwojowych dwuliściennych właściwych (eudicots).
Pozycja w systemie Reveala (1994–1999)
Gromada okrytonasienne (Magnoliophyta Cronquist), podgromada Magnoliophytina Frohne & U. Jensen ex Reveal, klasa Rosopsida Batsch, podklasa różowe (Rosidae Takht.), nadrząd Rosanae Takht., rząd różowce (Rosales Perleb), podrząd Rosineae Rchb., rodzina różowate (Rosaceae Juss.), podrodzina Rosoideae (Juss.) Arn., plemię Roseae Lam. & DC., podplemię Rosinae J. Presl., rodzaj róża (Rosa L.).
Pozycja w systemie Cronquista (1981)
Gromada okrytonasienne Magnoliophyta, klasa dwuliścienne Rosopsida, podklasa Różowe Rosidae, rząd różowce Rosales, rodzina różowate Rosaceae, podrodzina Rosoideae, rodzaj róża Rosa.

### Podział rodzaju

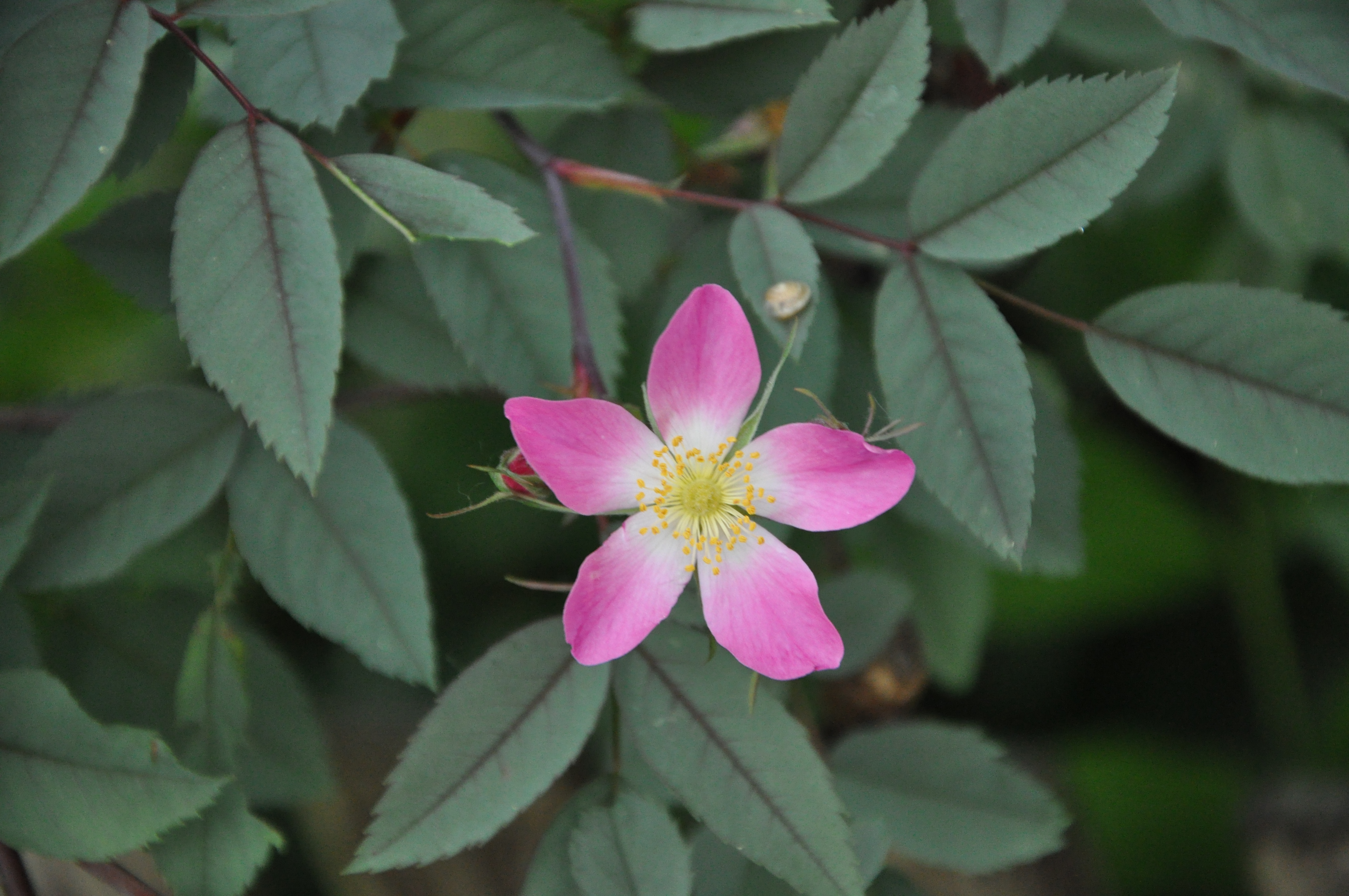
Róża czerwonawa

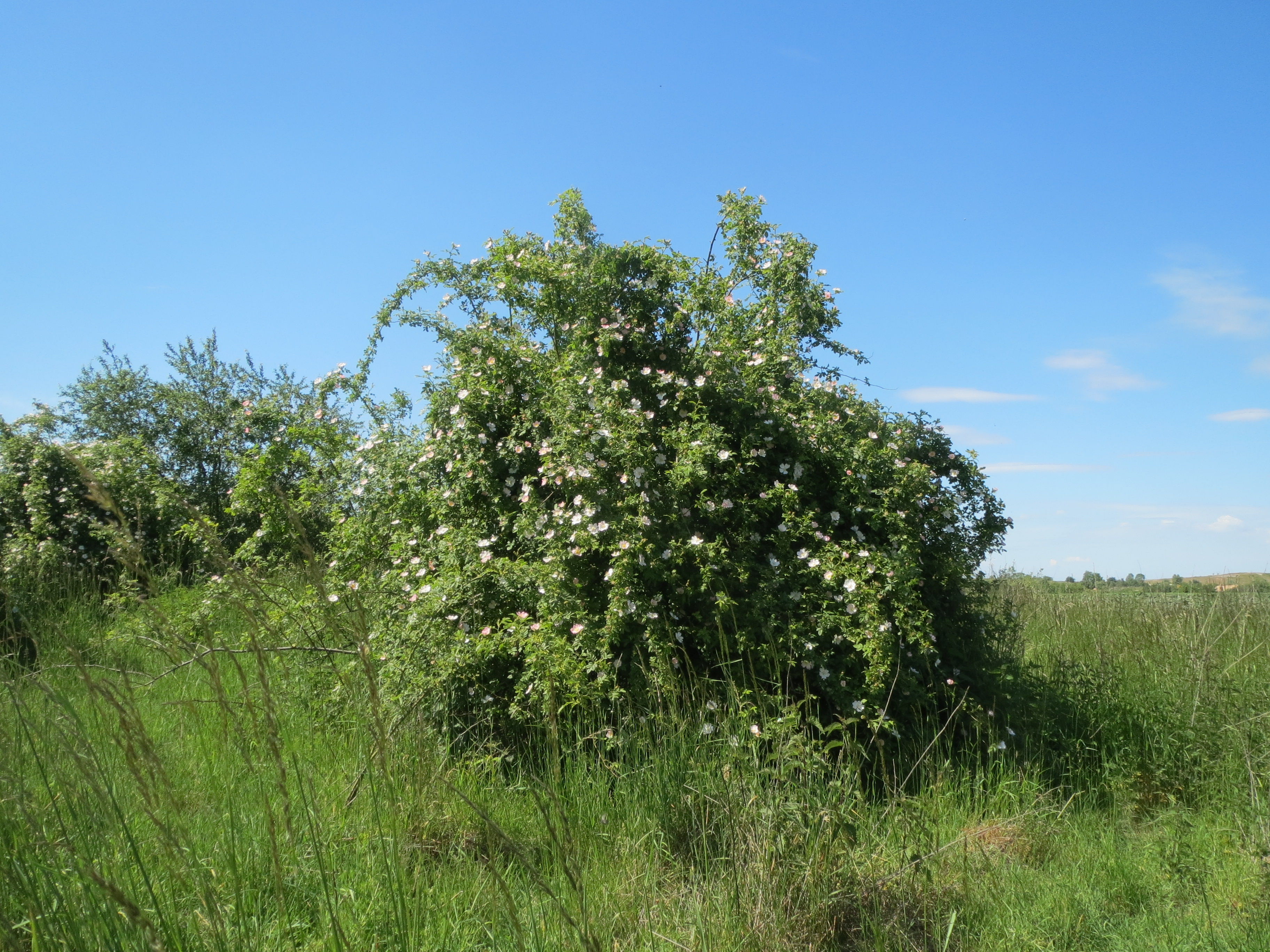
Róża dzika

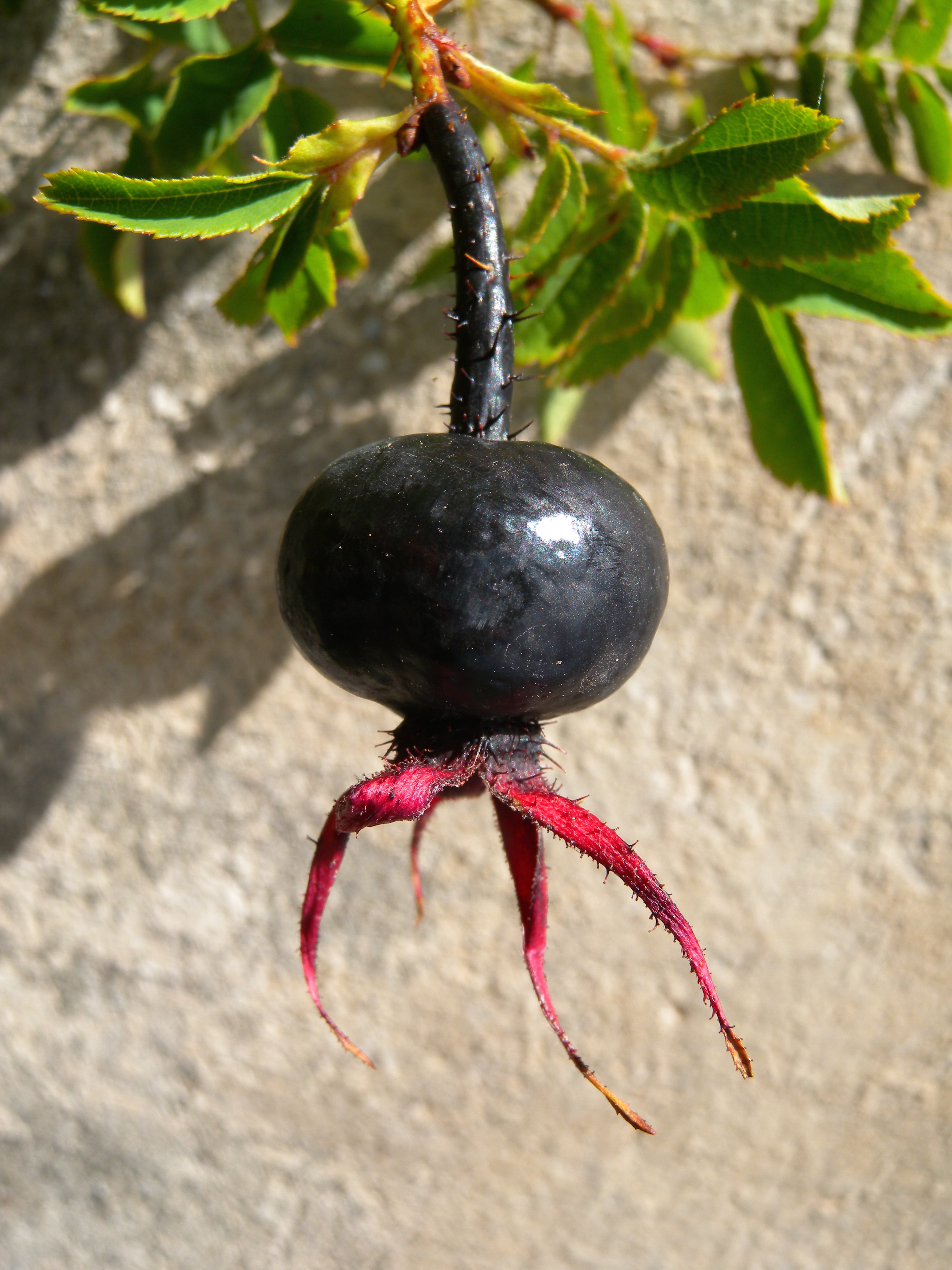
Róża gęstokolczasta

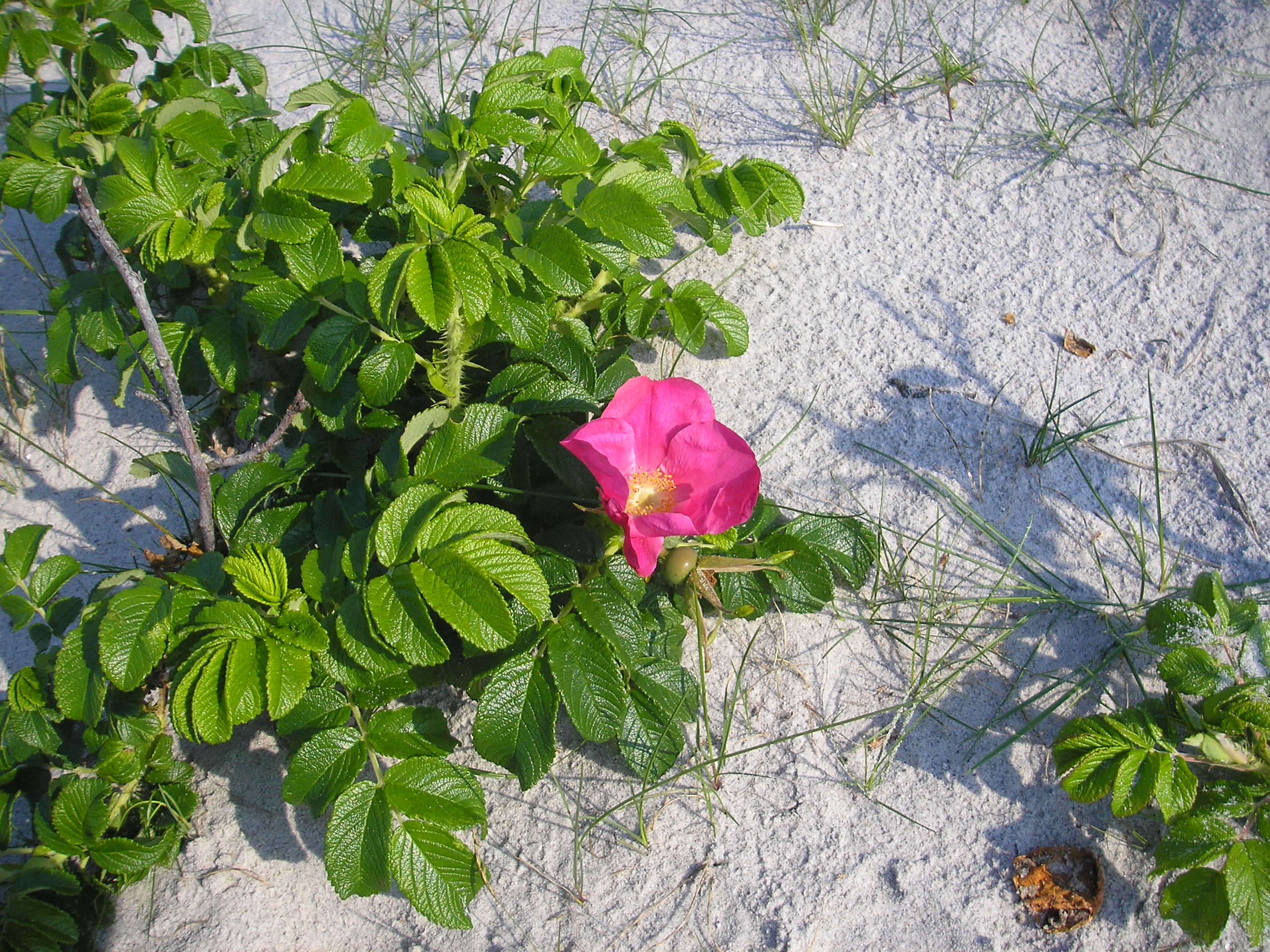
Róża pomarszczona

Róża Rosa należy do rodzajów, w których mieszańce międzygatunkowe występują często z dużą frekwencją i rozprzestrzeniają się, nierzadko stając się częściej spotykanymi niż każdy z gatunków rodzicielskich. Mechanizmem, który pozwala mieszańcom róż przeżywać i uzyskiwać zdolność do adaptacji jest spotykana u niektórych przedstawicieli rodzaju niezbalansowana poliploidalność. Polega ona na dziedziczeniu przez pentaploidalne mieszańce chromosomów w taki sposób, że jeden z gatunków rodzicielskich dostarcza 4 zestawy chromosomów, a drugi jeden zestaw.
Przez długie dziesięciolecia powszechnie akceptowany był podział rodzaju opracowany przez Rehdera w 1940 Zgodnie z nim rodzaj dzielony był na cztery podrodzaje, w obrębie podrodzaju Eurosa wyróżniane były liczne sekcje. Podział rodzaju według Rehdera:
- Podrodzaj: Hulthemia (róża perska Rosa persica)[15]
- Podrodzaj: Platyrhodon (róża kasztanowa R. roxburghii i R. praelucens)[15]
- Podrodzaj: Hesperhodos (R. minutifolia i R. stellata)[15]
- Podrodzaj: Rosa Eurosa (wszystkie pozostałe gatunki podzielone na sekcje)
  - Sekcja: Banksianae
  - Sekcja: Bracteatae
  - Sekcja: Caninae
  - Sekcja: Carolinae
  - Sekcja: Chinensis
  - Sekcja: Cinnamomea
  - Sekcja: Gallicanae
  - Sekcja: Laevigatae
  - Sekcja: Pimpinellifolia
  - Sekcja: Synstylae

Z gatunków podrodzaju Eurosa wywodzą się wszystkie mieszańce i odmiany powstałe w uprawie. Szacuje się liczbę istniejących odmian na około 4000. Nowsze analizy systematyczne bazujące na ewolucji zapisu genetycznego wykazały jednak, że wyróżnione przez Rehdera podrodzaje nie są taksonami monofiletycznymi – z pewnością przynajmniej podrodzaje Hulthemia i Platyrhodon zagnieżdżone są wśród sekcji podrodzaju Eurosa, podział na klady nie odzwierciedla też wcześniejszego podziału na sekcje.

## Pochodzenie
Badania paleobiologów w Stanach Zjednoczonych (Kolorado i Oregon) dowodzą, że róże pojawiły się na Ziemi około 40 milionów lat temu.
Większość gatunków, bo około 70%, pochodzi z Azji (Chiny, Himalaje, Japonia), pozostałe 30% wywodzi się z Bliskiego Wschodu, Europy, Afryki i Ameryki Północnej.

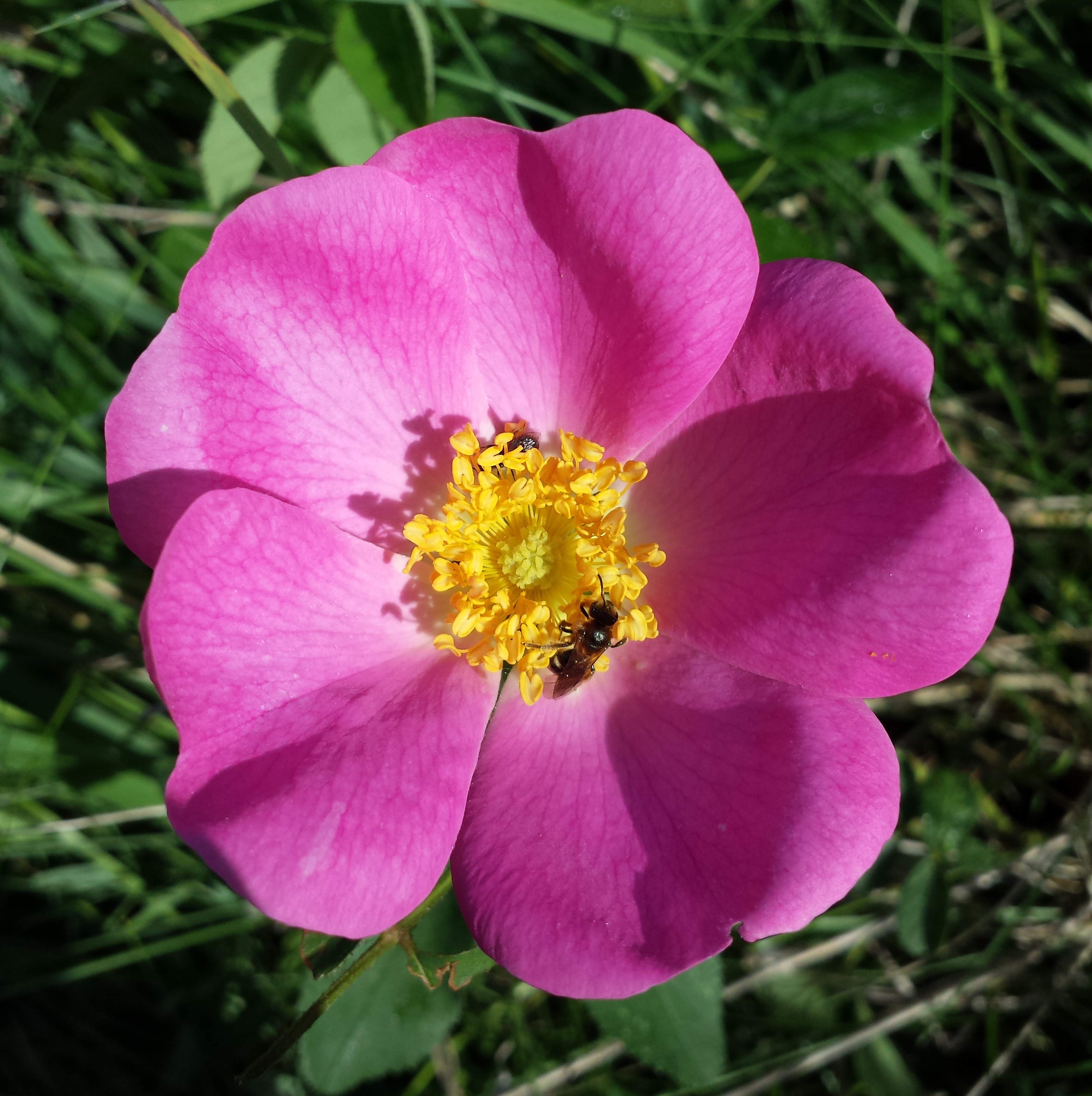
Róża francuska Rosa gallica, protoplasta wielu odmian uprawnych

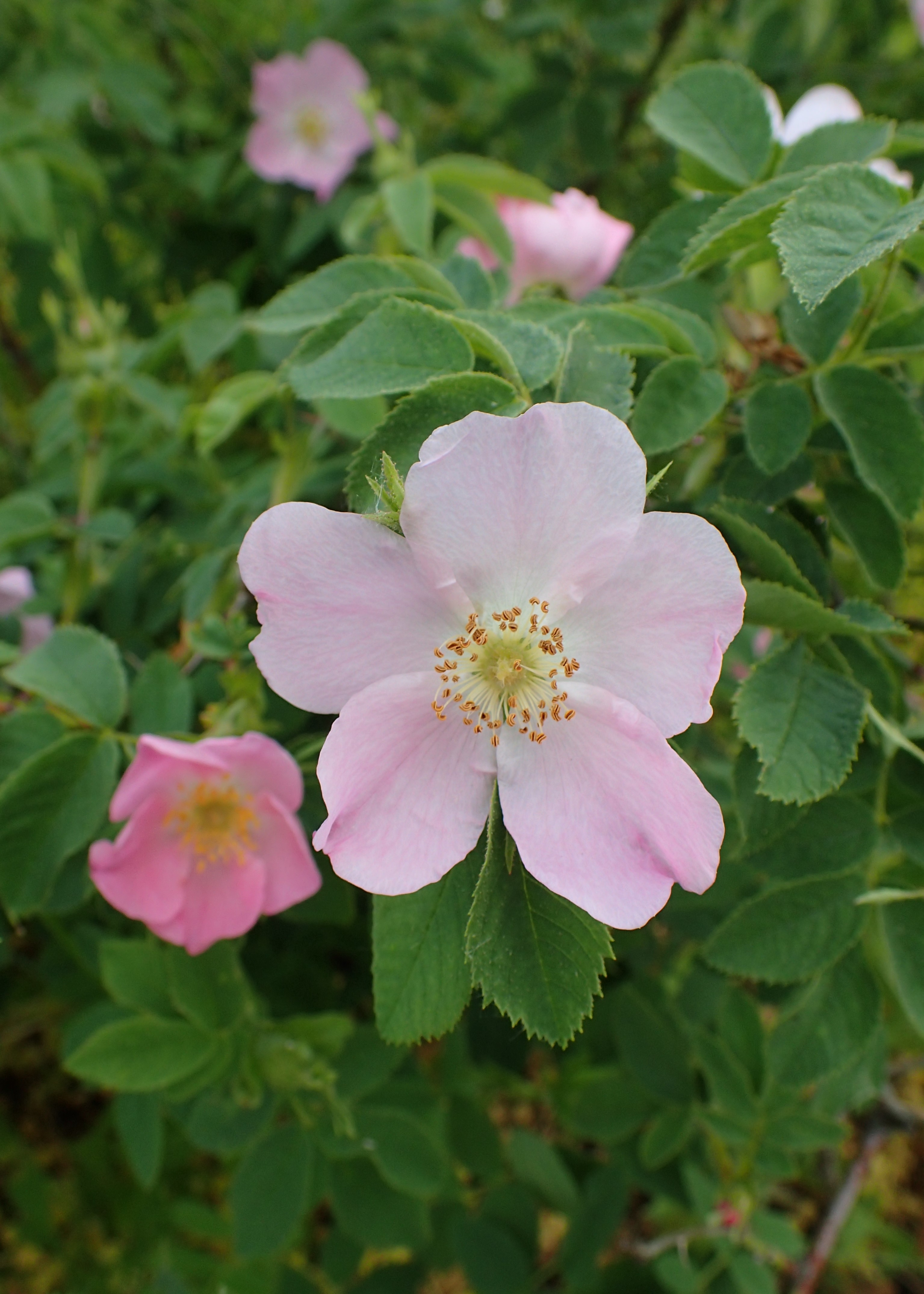
Róża jabłkowata Rosa villosa

Jednym z najważniejszych stanowisk róż w Europie, gdzie rośnie aż 11 gatunków dzikich róż, jest rezerwat „Góry Pieprzowe” koło Sandomierza.
Ze Środkowego i Dalekiego Wschodu pochodzą takie gatunki jak:
- Rosa chinensis Jacq. – róża chińska,
- Rosa foetida Herrm. – róża żółta,
- Rosa banksiae W.T. Aiton – róża Banksa,
- Rosa moschata Herrm. – róża piżmowa,
- Rosa multiflora Thumb. – róża wielokwiatowa,
- Rosa roxburghii Tratt. – róża kasztanowa,
- Rosa rugosa Thunb. – róża pomarszczona,
- Rosa wichuraiana Crép. – róża Wichury.

W Ameryce Północnej dziko rośnie około 20 gatunków, między innymi:
- Rosa acicularis Lindl. – róża igiełkowata,
- Rosa blanda Aiton – róża labradorska,
- Rosa carolina L. – róża karolińska,
- Rosa nitida Willd. – róża błyszcząca,
- Rosa palustris Marsh. – róża błotna,
- Rosa virginiana Mill. – róża wirginijska.

W Afryce Północnej rosną:
- Rosa abyssinica R.Br. ex Lindl. – róża abisyńska
- Rosa sempervirens L. – róża wieczniezielona,
- Rosa stellata Wooton.

## Zastosowanie
Róże znane są przede wszystkim jako rośliny ozdobne z powodu efektownych kwiatów. Ze względu na aromat wykorzystywane są jako rośliny kosmetyczne. Walory smakowe i odżywcze owoców szupinkowych róż sprawiają, że róże są także cenionymi roślinami jadalnymi.

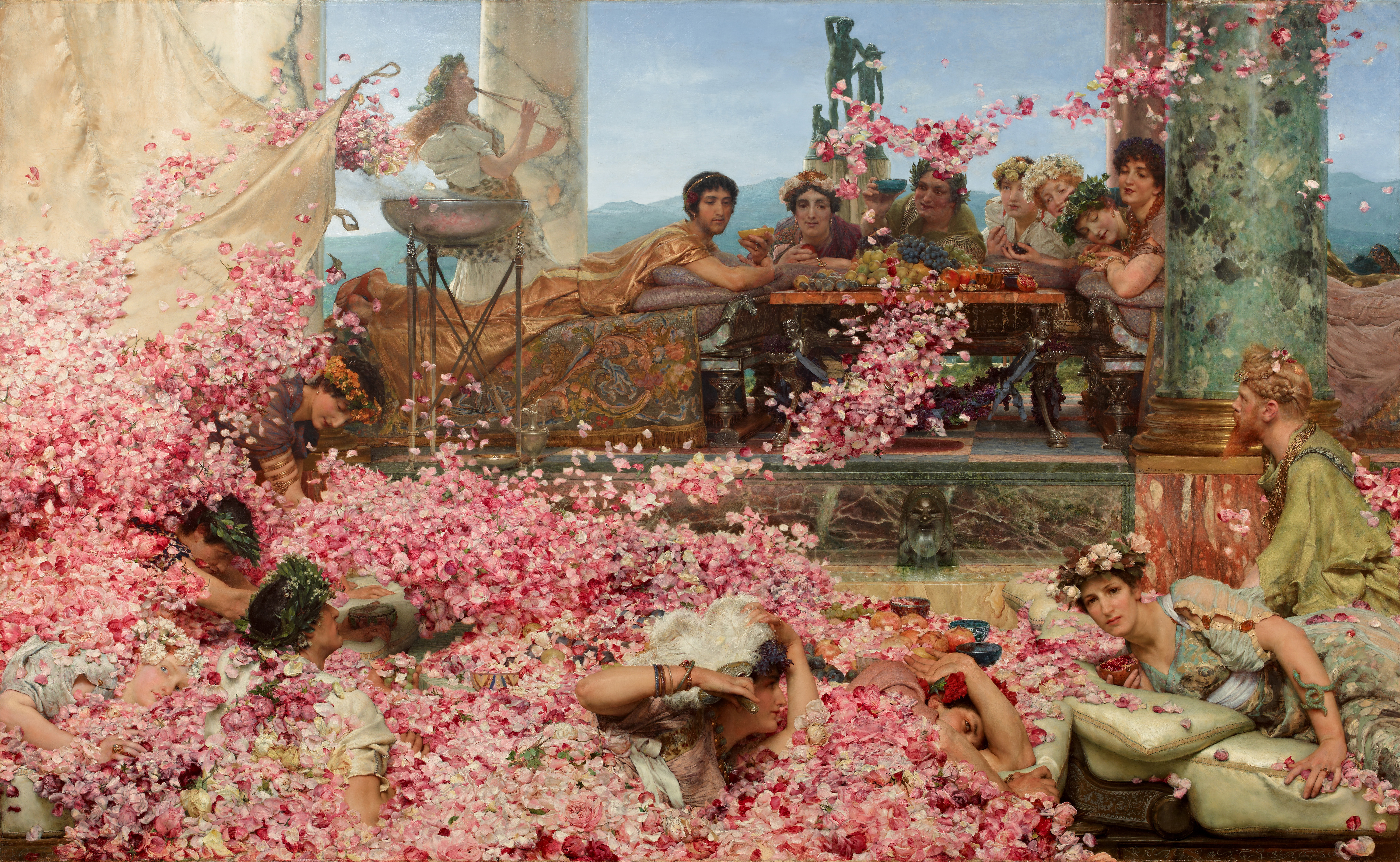
Uczta Heliogabala – obraz Lawrence Alma-Tadema

### Rośliny ozdobne

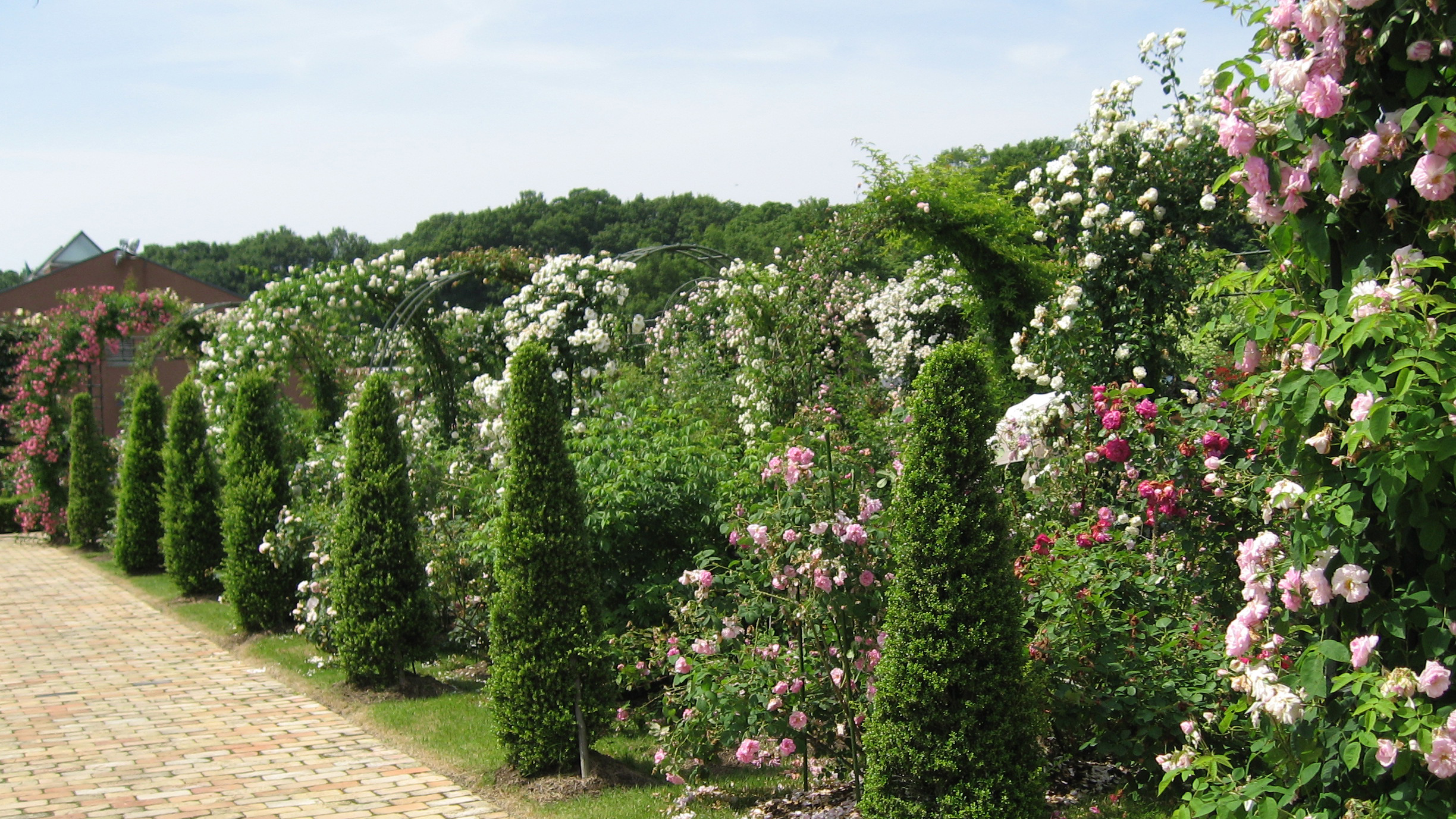
Rozarium Flower Festival Commemorative Park w Japonii

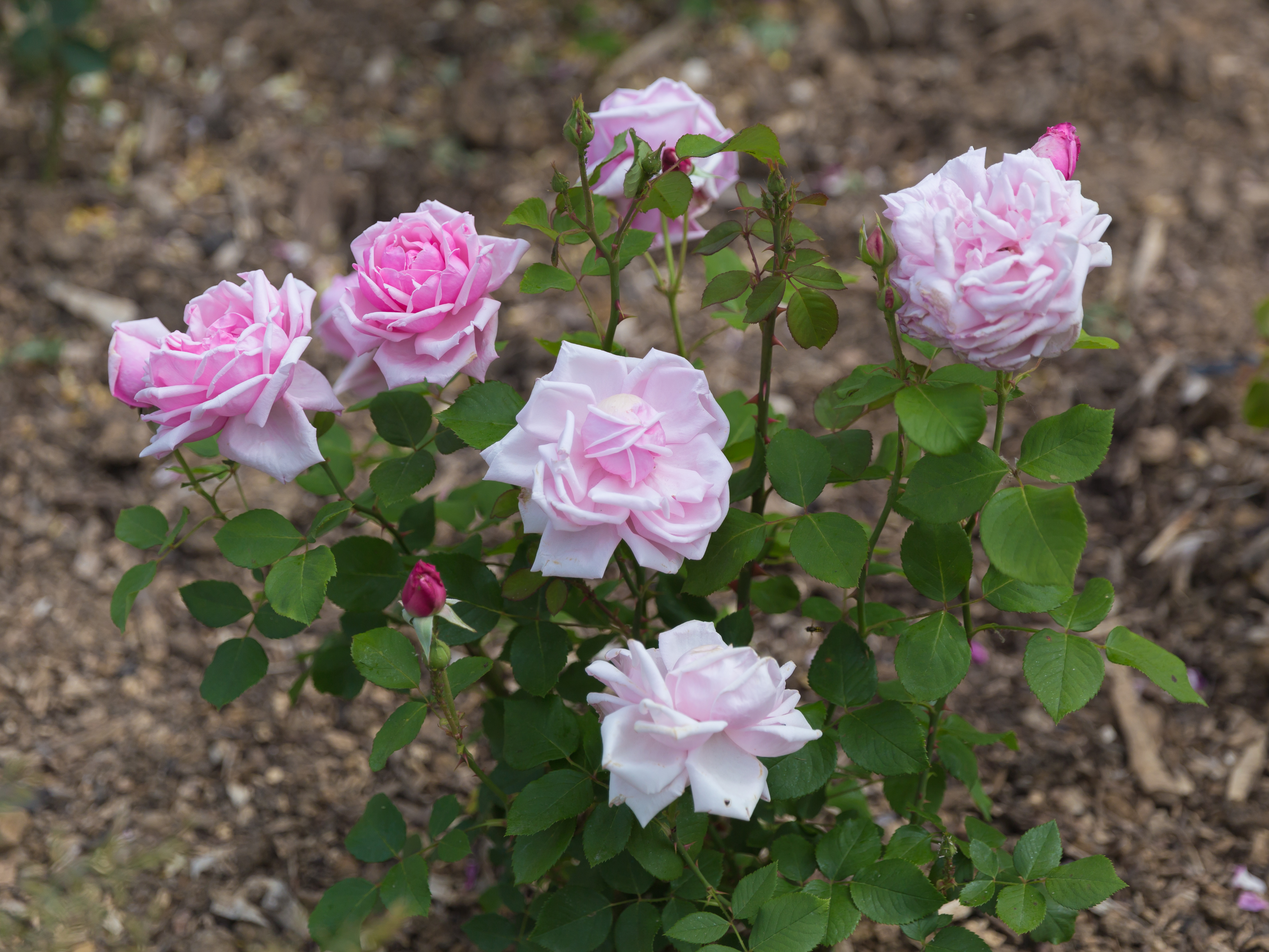
Odmiana 'La France'

Wiele gatunków róż i ich mieszańców należy do najbardziej cenionych krzewów ozdobnych uprawianych od starożytności. Róże zostały udomowione jako rośliny ozdobne co najmniej 5 tysięcy lat temu w Sumerze i Chinach. Także antyczni Rzymianie cenili róże jako rośliny ozdobne, przystrajali ich kwiatami sale bankietowe i stoły. Przykładem przesady w użyciu róż jest „uczta Heliogabala” (218 n.e.), na której zaledwie 14-letni cesarz, przez przypadek, zadusił swych gości nadmierną ilością spadających z sufitu płatków tych kwiatów.
Ogrody różane nazywa się rosariami. Niektórych gatunków (w Polsce głównie np. róży dzikiej Rosa canina) używa się w ogrodnictwie jako podkładek dla szlachetnych odmian.

#### Klasyfikacja ogrodnicza
Odmiany ozdobne róż dzielone są na grupy:
- róże wielkokwiatowe,
- róże wielokwiatowe (rabatowe),
- róże pnące (climbery i ramblery),
- róże parkowe (krzaczaste),
- róże okrywowe,
- róże miniaturowe,
- róże angielskie.

### Rośliny jadalne
Wiele gatunków dostarcza także jadalnych owoców, stosowanych zarówno do przetworów. Owoce i płatki stosowane są także jako przyprawa, dodatek do rozmaitych potraw. Popularność jako taką mają zwłaszcza w południowo-wschodniej Europie i w kuchni arabskiej. W kulturze zachodniej zastosowanie kulinarne róż zostało spopularyzowane w okresie wojennym, kiedy to utrudniony dostęp do cytrusów spowodował zainteresowanie się owocami róż jako źródłem witamin (w Wielkiej Brytanii powstało w tym celu w 1942 r. narodowe towarzystwo produkcji owoców róż i syropu różanego).
Walory kulinarneMiąższ owocowy stanowi ok. 60–70% masy całego owocu szupinkowego (resztę stanowią suche owocki wewnątrz szupinki, włoski i kielich). W porównaniu do innych owoców zawiera mało wody, natomiast dużo witaminy C (od kilkuset do kilku tysięcy mg w 100 g świeżej masy – najwięcej u róży girlandowej, alpejskiej, czerwonawej), E, P, K i witamin z grupy B, a także karotenu, garbników, kwasu cytrynowego i jabłkowego, węglowodanów, pektyn i składników mineralnych (zwłaszcza soli wapnia, magnezu i żelaza), czerwony barwnik (likopinę). Owoce róż pobudzają apetyt.
Zbiór i przechowywanieOwoce szupinkowe róż zbierać należy gdy są dobrze wybarwione i jędrne (w zależności od gatunku od lipca do października). Świeże owoce przechowuje się i transportuje po zbiorze w niewielkich pojemnikach, w miejscach przewiewnych, suchych, chłodnych i ciemnych. Nie należy zbierać owoców mokrych i przemrożonych. Owoce róż dobrze zachowują swoje walory odżywcze, podkreśla się zwłaszcza trwałość witaminy C nieulegającej tak łatwo utlenianiu enzymatycznemu jak w surowcach innego pochodzenia. Dobrze zachowują swe walory zarówno produkty przetworzone, jak i owoce mrożone. Owoce nieprzetworzone nie powinny być przechowywane dłużej niż przez dobę.
Sposoby przyrządzaniaZarówno owoce, jak i płatki korony mają oryginalny smak i aromat i w przypadku wielu gatunków używane są do produkcji przetworów. Dla zachowania ich walorów odżywczych nie powinny być nigdy poddawane działaniu wyższych temperatur przez czas dłuższy niż 20 minut. Owoce po zbiorze następnie przerabiane na pastę lub suszone. Konfitury wytwarza się np. z owoców róży francuskiej R. gallica i płatków róży stulistnej R. centifolia. Jadalne są poza tym także owoce np. róży jabłkowatej R. pomifera. Owoce róż przerobione na pastę stanowią dodatek do dziczyzny. W Alzacji wytwarza się z owoców róż wódkę zwaną Gratte cul (fr. pączek dzikiej róży). Podobnie zresztą zwane są inne przetwory (konfitury, sosy). Płatki róż używane są zwłaszcza w Azji i na Bałkanach do aromatyzowania octu (powstaje ocet różany), miodu (miód różany), konfitur i napojów. W krajach arabskich w kuchni używana jest też jako przyprawa woda różana dodawana do pilawu. W Chinach deserem podawanym na specjalne okazje jest słodki ryż z różami. Owoce stosowane są jako dodatek zwiększający zawartość witamin w rozmaitych przetworach owocowych i warzywnych oraz jako surowiec podstawowy w produkcji koncentratów witaminowych. Używane są do wytwarzania soków pitnych, galaretek i stanowią surowiec winiarski.

### Rośliny kosmetyczne

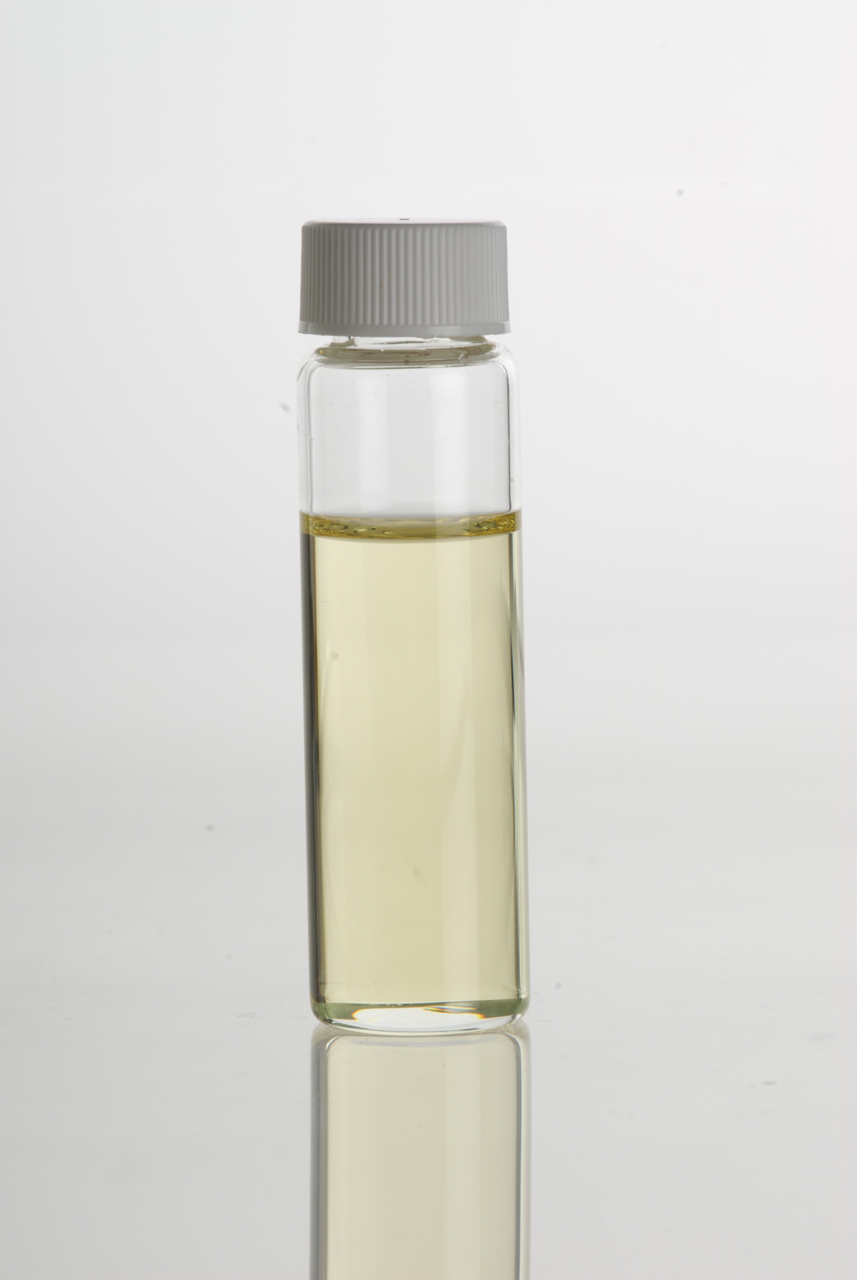
Olejek z róży damasceńskiej

Już w starożytnej Grecji i Rzymie używano róż do konserwowania urody i młodości oraz używano do balsamowania ciał. Największe znaczenie jako roślina kosmetyczna ma wśród róż róża damasceńska (R. damascena). Znana w uprawie od dawna, w starożytnej Grecji od VI wieku p.n.e., w Europie Zachodniej rozpowszechniona w okresie wypraw krzyżowych. Gatunek ten charakteryzuje się ładnym i silnym zapachem za sprawą monoterpenu alifatycznego o nazwie cytronellol. Silny zapach zachowują płatki nawet po uschnięciu i dlatego róża ta zaczęła być używana w kosmetyce do produkcji wody różanej, olejku różanego i perfum. Najwcześniej wody różane wytwarzano w VIII wieku w Persji, później nauczono się destylować olejki różane. Plantacje róż, z których płatków wytwarza się wodę różaną i olejki eteryczne zajmują rozległe przestrzenie w Bułgarii, Iranie, Iraku, Rumunii i Francji. Do produkcji olejków lotnych używa się w północnej Afryce i na Bliskim Wschodzie także Rosa moschata, a w Indiach R. macrophylla i R. webbiana.

### Rośliny lecznicze
Już Hipokrates znał dobrze zastosowanie i własności lecznicze róż. Później, w okresie średniowiecza róże były używane głównie jako rośliny lecznicze.
Surowiec zielarskiPseudoowoce, czyli hypancja róż wraz z orzeszkami (Fructus Rosae cum seminibus lub Rosae pseudofructus cum seminibus) lub bez orzeszków (Fructus Rosae sine seminibus lub Rosae pseudofructus sine seminibus), ewentualnie także same orzeszki (Semina Rosae lub Fructus Rosae). Do celów leczniczych zbiera się owoce i pseuoowoce następujących gatunków: róża dzika, róża pomarszczona, róża jabłkowata, róża girlandowa. Sproszkowane owoce właściwe wchodzą w skład tabletek Litozin. Owoce rzekome róż znajdują się w takich mieszankach ziołowych jak: Regulavit, Pyrotex, Tussiflos. Wyciąg z owoców znajduje się w płynach Cholesol, Diges-Tonic, Neocardina, w tabletkach i preparatach: Tiliros, Acerola, Rosagran, Biogran B.
DziałanieSurowce zielarskie z róży ze względu na wysoką zawartość witamin, zwłaszcza C, działają ogólnie wzmacniająco. Zalecane są do stosowania podczas rekonwalescencji, przy osłabieniu, zmęczeniu, w stresie, przy przeziębieniu i w ciąży. Flawonoidy działają słabo moczopędnie, żółciopędnie, przeciwutleniająco i stabilizują ściany naczyń włosowatych, hamując krwawienia z tych naczyń. Zawarty w owocach właściwych galaktolipid (GOPO) działa przeciwzapalnie i przeciwreumatycznie. Działanie przeciwzapalne wiąże się z hamowaniem chemotaksji leukocytów oraz obniżeniem stężenia w osoczu kreatyniny i białek CRP. Działanie przeciwzapalne jest porównywalne do niesteroidowych leków syntetycznych (np. kwasu acetylosalicylowego), przy czym preparaty z róż nie powodują efektów niepożądanych. Działanie przeciwutleniające preparatów z róż jest zasługą dużej zawartości witaminy C, karotenoidów i polifenoli. Do wygaszenia w organizmie rodników hydroksylowych wystarcza dawka 0,05 mg sproszkowanego ekstraktu z owoców róż. Świeże owoce róż działają ochronnie na błonę śluzową żołądka i przeciwwrzodowo. Glikozydy obecne w owocach róż działają uspokajająco.

### Inne zastosowania
Silny wzrost i niewielkie wymagania siedliskowe niektórych gatunków spowodowały ich zastosowanie w nasadzeniach ochronnych. Stosowane tak były w ramach umacniania wysokich skarp rzecznych w południowej Rosji oraz tam też w pasach zarośli i zadrzewień śródpolnych i przydrożnych. W Polsce zastosowanie takie znalazła zwłaszcza silnie rosnąca róża pomarszczona stosowana do umacniania podłoży piaszczystych, np. wydm nadmorskich. Róże zalecane są do nasadzeń wzdłuż ściany lasu i na skrajach dróg śródleśnych odgrywając w takich miejscach pożyteczną rolę biocenotyczną, zwiększając odporność lasu wobec szkodliwych owadów. Krzewy różane są chętnie wybieranym miejscem gniazdowania ptaków, a ich szupinkowe owoce są chętnie zjadane przez kuropatwy i bażanty. Kwiaty róż nie wytwarzają nektaru jednak dzięki obfitemu pyleniu dostarczają pożytku pszczołom.

## Znaczenie w kulturze i symbolice

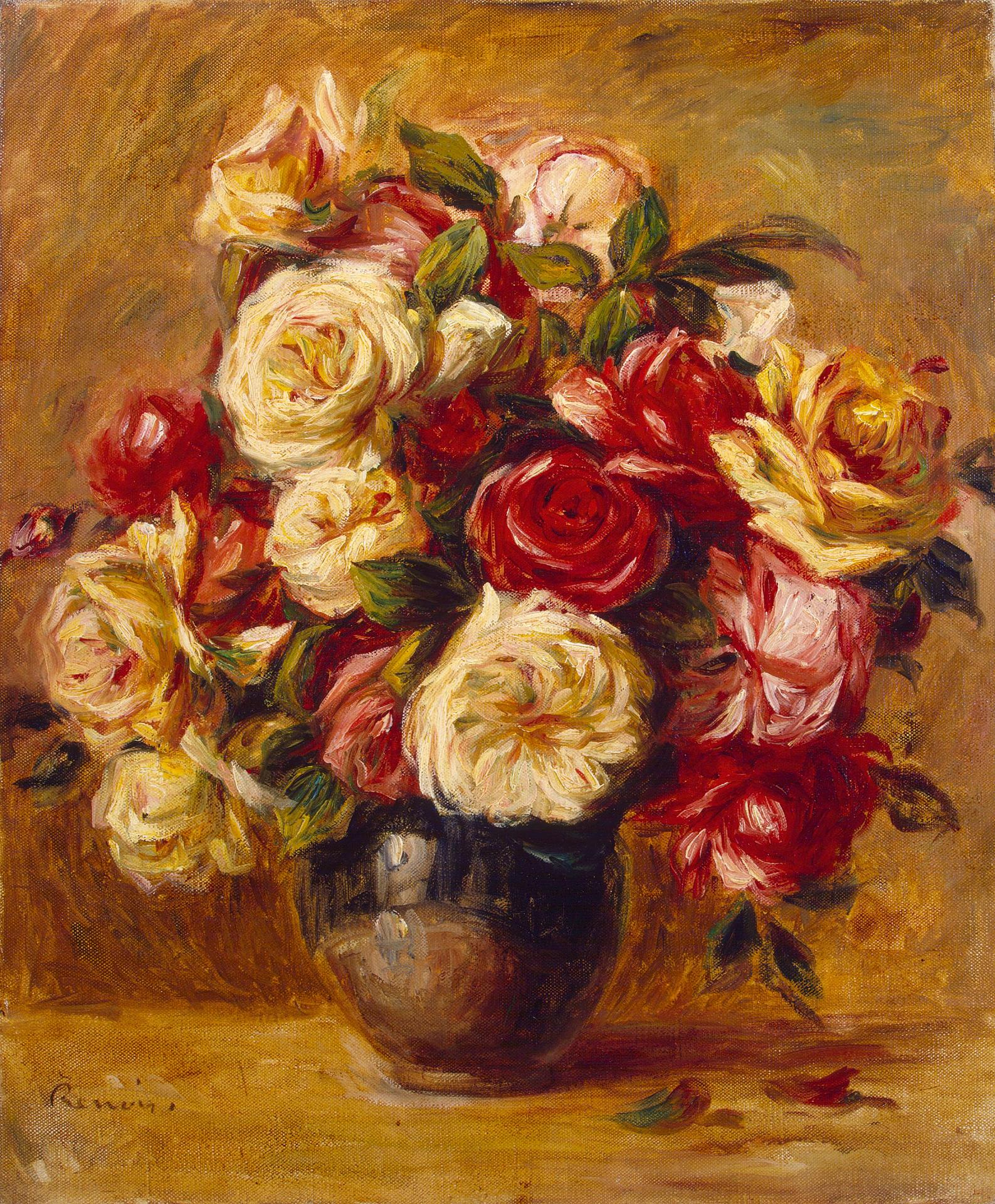
Bukiet róż, obraz Auguste Renoira

Róże odgrywają dużą rolę w różnych dziedzinach życia i działalności ludzkiej: w literaturze, sztuce, zdobnictwie, architekturze, heraldyce, symbolice i obrzędowości. Symbolika róży jest złożona i w zależności od kontekstu może odnosić się do przeciwstawnych skojarzeń.

### Starożytność
Na ścianach egipskich grobowców można znaleźć uwiecznione kwiaty róż, które w Egipcie były poświęcone Izydzie, a korona z róż zwanych „Świętymi różami abisyńskimi”, stanowiła część wyposażenia zmarłych. W Świątyni Salomona ściany obmywano wodą różaną.
Antyczni Grecy bardzo cenili róże, które były symbolem Afrodyty, bogini miłości. Powstanie róży wiąże się z kilkoma mitami o Afrodycie (lub Wenus) – miała powstać razem z boginią z tej samej piany morskiej, z krwi Afrodyty, która zraniła stopę biegnąc do swojego kochanka – Adonisa lub z krwi Adonisa rozszarpanego przez dzika. Wieniec z róż miał nosić również na głowie Dionizos, miał on chłodzić jego głowę.
Homer w Iliadzie i Odysei mówi o Eos, różanopalcej (mającej palce w kolorze przypominającym płatki róż) bogini zorzy porannej, malującej świat wszystkimi barwami. Opisując tarcze Achillesa i Hektora poeta umieścił na nich te kwiaty jako ornament. Safona nazwała różę „królową kwiatów”. Anakreont wspomina w jednym ze swych utworów balsam różany. Rzymscy pisarze Katullus, Wergiliusz i Owidiusz wymieniają róże w swych utworach. W starożytnym Rzymie obchodzono święto ku czci duchów zmarłych, Rosaria, kiedy to ozdabiano groby różami.

### Kultura średniowieczna i nowożytna
W średniowieczu trubadurzy opiewali w swych poezjach piękno róż. Dante porównał do nich rajską miłość. Poemat Powieść o róży (Roman de la Rose), napisany przez Guilleme de Lorris, umiejscowiony jest w ogrodzie pełnym róż. Pisali o nich także: Wawrzyniec Wspaniały i Szekspir w Henryku IV, Wiele hałasu o nic i w Romeo i Julii. William M. Thackeray napisał baśń Pierścień i róża.
Gabriele d’Annunzio, Giovanni Pascoli, Pier Paolo Pasolini i ostatnio Umberto Eco, tytułowali swe utwory imieniem róży. Omar Chajjam perski poeta i matematyk (zm. 1123) wybrał różę na symbol perfekcji i prosił by jego grób był tak położony, aby północny wiatr mógł na nim rozsiewać płatki róż. W Turcji róże sadzone były na grobach kobiet. Również Antoine de Saint-Exupéry w swojej powieści Mały Książę uhonorował kwiat róży, wprowadzając ją na strony książki.
Czerwona róża kojarzona była z seksualnością. Początkowo bywała emblematem prostytutek, następnie, w okresie odrodzenia, stały się ozdobą nowożeńców i łoża małżeńskiego. Symbol kwiatu otoczonego kolcami stał się znakiem miłości, która wiąże się z pokonywaniem przeciwności. Natomiast białe róże i plecione z nich wianki symbolizowały czystość, a przez obronę kolcami przed zerwaniem – w szczególności ochronę dziewictwa. W literaturze młodopolskiej pojawia się czarna róża jako symbol przemijania i śmierci.
Złożona symbolika róży jako symbolu zarówno seksu, jak i niewinności została wykorzystana w filmie American Beauty.
Czerwona róża jest symbolem miłości, tęsknoty, ale także różnych ruchów lewicowych.

### Chrześcijaństwo

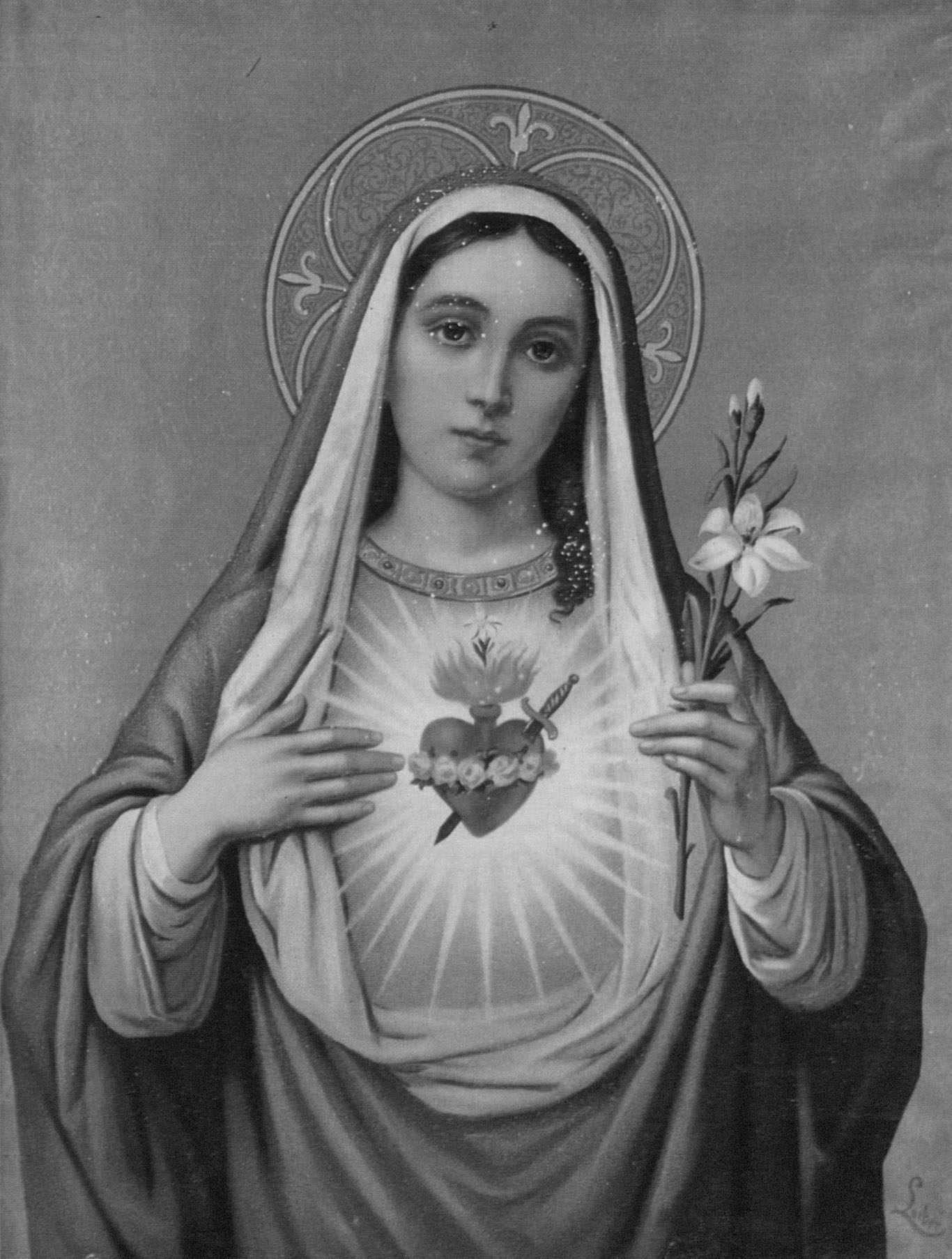
Symboliczny obraz Fridolina Leibera przedstawiający otoczone różanym wieńcem Niepokalane Serce Maryi

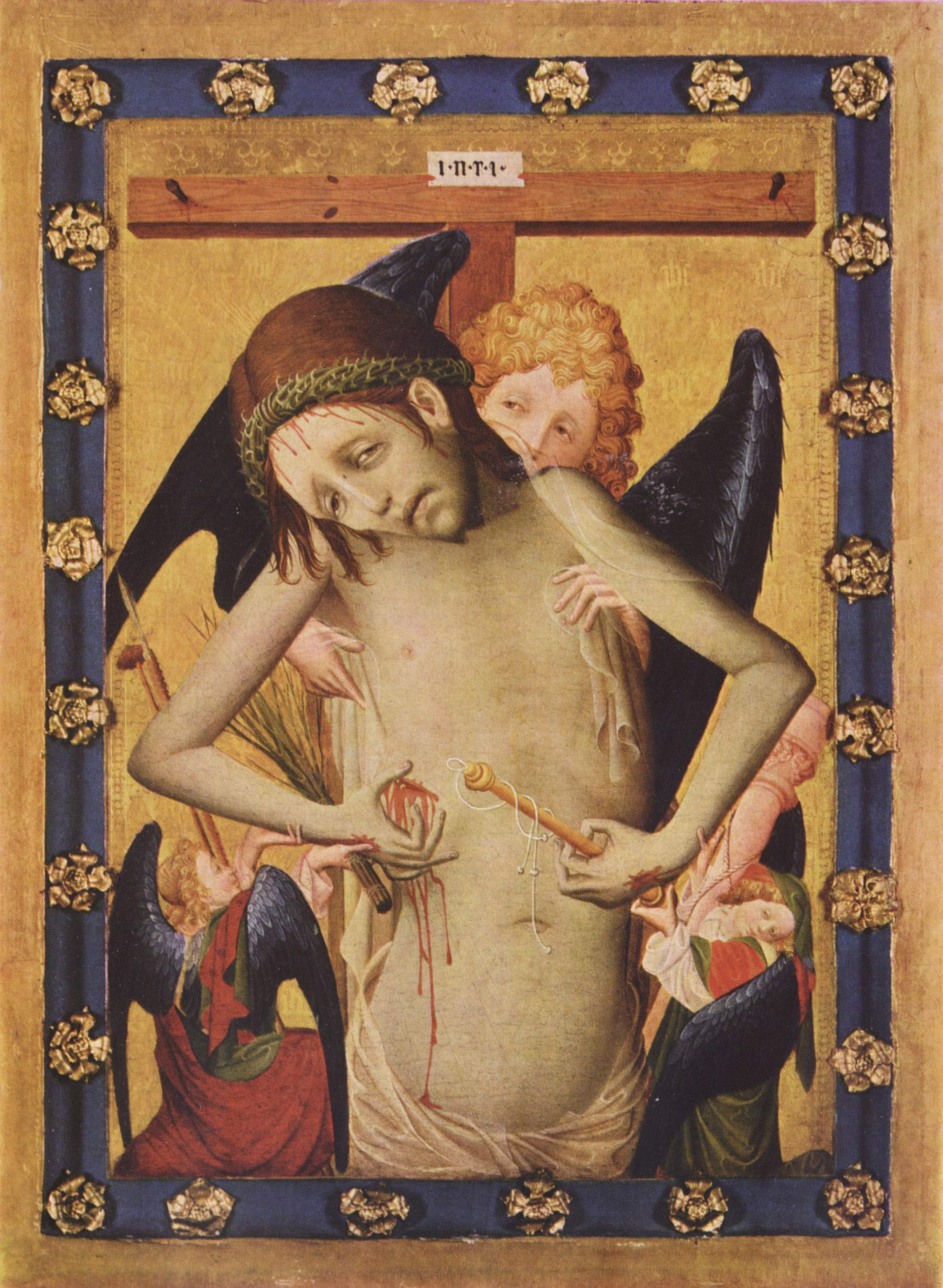
Vir Dolorum – obraz obramowany pięciopłatkowymi różami symbolizującymi rany Chrystusa Boleściwego

Jedna z postaci różokrzyża

Róża jest wieloznacznym symbolem w chrześcijaństwie. Czerwona róża jest symbolem męczeństwa, w szczególności Jezusa Chrystusa ze względu na krwisty kolor i pięciokrotność okwiatu (związek z pięcioma ranami), a jej kolce nawiązują do korony cierniowej. W pieśni pasyjnej Dobranoc Głowo Święta Jezus nazwany jest kwiatem różanym. Róża jako delikatny kwiat wyrastający spośród kolców jest z kolei symbolem Maryi jako osoby niepokalanie poczętej wśród grzeszników. Jednym z określeń Marii jest Róża Syjonu, innym – pojawiającym się w litanii loretańskiej jest Róża Duchowna (Rosa Mystica), co może być nawiązaniem do pojawiającej się w Pieśni nad pieśniami róży Saronu. Jest to symbol róży niewiędnącej odzwierciedlającej nieprzemijającą miłość Matki Boskiej do Boga i ludzi. Jest to przeciwieństwo innego znaczenia róży – symbolu przemijania rzeczy doczesnych. Symbolika róży dała również początek chrześcijańskiemu różańcowi. Jednym ze sposobów wyrażania hołdu lub uznania przez papieży jest wręczanie złotej róży.
Święci chrześcijańscy często są przedstawiani z różą jako atrybutem. Biała róża jest symbolem dziewictwa i jako taka kojarzona jest z Maryją, św. Franciszkiem z Asyżu, św. Różą z Limy, św. Teresą z Lisieux i in. Biel róży jest symbolem nie tylko samego dziewictwa, ale ogólnie czystości, z czym wiąże się legenda, według której łzy Marii Magdaleny przemieniły czerwone płatki róży w białe. Z kolei czerwona róża w ogólności jest symbolem męczenników lub modlitwy i umartwienia. Przykładem jest święta Filomena lub bł. Aniela Salawa. Rajskie róże są atrybutem św. Agnieszki z Montepulciano i św. Doroty z Cezarei. Róża jest też atrybutem bł. Emmy z Gurk jako krewnej cesarza Henryka II. Róże są również atrybutem świętych dobroczynnych, gdyż według podań zamieniały się w nie rozdawane wbrew zakazom podarunki. Tak jest w przypadku św. Kasyldy z Burgos i św. Elżbiety Węgierskiej. Róże są też atrybutami związanymi z objawieniami – św. Lidwiny, której różę ofiarował anioł, bł. Henryka Suzona, św. Juana Diego Cuahtlotatzina, św. Hermana Józefa, który podczas przeistoczenia poczuł zapach różany. Róża jest też atrybutem świętych o imieniu Róża i św. Rozalii, przy czym w ich przypadku też według podań róże miały odgrywać ważną rolę.
Róża Lutra jest godłem reformacji protestanckiej i symbolem wielu Kościołów luterańskich.
Wyrosłe z chrześcijaństwa grupy gnostyckie przyjęły za symbol różę połączoną z krzyżem (różokrzyż). Według niektórych gnostyków (np. Jerzego Prokopiuka) krzyż z różą są wyrażone w symbolu yin i yang.

### Heraldyka

Herb Poraj

Róża Yorków

Róża Lancastrów

Symbolicznie przedstawiony kwiat róży jest figurą heraldyczną. Występuje on w herbach szlacheckich: Doliwa, Olawa, Poraj, Ramułt, Rola, Zadora, Rawicz II. Róże różnych kolorów były herbem spokrewnionych rodów angielskich z linii andegaweńskiej rywalizujących o koronę – Lancastrów i Yorków, a także Tudorów (wojna Dwóch Róż).
Wieniec z róż opasujący Serce Maryi znajduje się w herbie zakonu klaretynów, a jako róża atrybut świętych w herbach elżbietanek i terezjanek. Występuje też w herbach jadwiżanek i salezjanek.
Emblemat róży został umieszczony na jednostronnym denarze bitym w Pyrzycach na przełomie XV i XVI w. Trzy róże w dolnym polu herbowym miał biskup wrocławski Jan V Thurzo, co również było bite na jego monetach.

## Uprawa

### Historia upraw
Około 5000 lat temu róża była hodowana w Sumerze, skąd rozprzestrzeniła się w całej Mezopotamii. W tym czasie (2660 p.n.e.) róże uprawiano także w Chinach. Legenda mówi, że Sargon Wielki około 2300 p.n.e. w swoim ogrodzie posiadał ich krzewy. Herodot (490 p.n.e.) wspomina króla Midasa, który na wygnanie w Macedonii zabrał z domu róże hodowane we Frygii. Znana też była wtedy róża, która powtarzała swe kwitnienie, co było niespotykane w tamtych czasach. Przypuszcza się, że mogła być to róża damasceńska (Rosa damascena bifera).
Antyczni Rzymianie pasjonowali się różami i powszechnie hodowali je w ogrodach. Pliniusz Starszy (23–79 n.e.), w swej Historia naturalis (Historia naturalna) wymienił 12 gatunków znanych mu róż, między innymi: Rosa damascena, Rosa moscata, o upajającym zapachu, Rosa gallica, którą nazywa „Różą z Miletu” i Rosa canina, wszystkie hodowane w okolicach Rzymu i Neapolu. Lokalna produkcja nie zaspakajała potrzeb Rzymian, sprowadzali je więc okrętami z Północnej Afryki, głównie z: Egiptu, Kartaginy i Cyrenajki.
Persowie uważali różę za „królową ogrodu”, była ona tak ważna że samo słowo „róża” oznacza w ich języku „kwiat”. Kiedy w VII wieku podbili ich Arabowie, przejęli od nich miłość do ogrodnictwa i umiejętność hodowania róż.
Karol Wielki (742–814), w edykcie z 794 roku (Capitulare de villis et curtis imperialibus) przykazywał imperialnym, wolnym miastom uprawę drzew owocowych, roślin leczniczych, jarzyn i krzewów ozdobnych. Róża była w nim wymieniona na pierwszym miejscu. Pojawienie się w Europie nowej odmiany róży francuskiej zwanej Officinalis spowodowało ożywienie zainteresowania tymi kwiatami na szerszą skalę. Przybyła ona najprawdopodobniej z Ziemi Świętej razem z powracającymi krzyżowcami, przed rokiem 1300. Początkowo hodowana w ogrodach przyklasztornych i w pierwszych ogrodach botanicznych we Włoszech i Francji.
Linneusz w połowie XVIII w. wymienił, tak jak i Pliniusz, 12 gatunków róż. Natomiast już Parmantier w Słowniku rolniczym wydanym przez Instytut Francuski, w niespełna wiek później mówi o ogromnej ilości odmian hodowanych od wielu lat w europejskich ogrodach, ze względu na piękno tych krzewów i zapach kwiatów. W międzyczasie, a może i wcześniej dotarły do Europy odmiany róż ze Środkowego i Dalekiego Wschodu.

### Produkcja w Polsce i na świecie
W uprawie przemysłowej ukierunkowanej na pozyskanie owoców o szczególnie dużych walorach kulinarnych i odżywczych, w warunkach polskich zalecana jest zwłaszcza róża girlandowa, pomarszczona, dzika i rdzawa. Róża czerwonawa podatna jest na ataki szkodników, róża fałdzistolistna ma owoce mało trwałe.

## Choroby i szkodniki

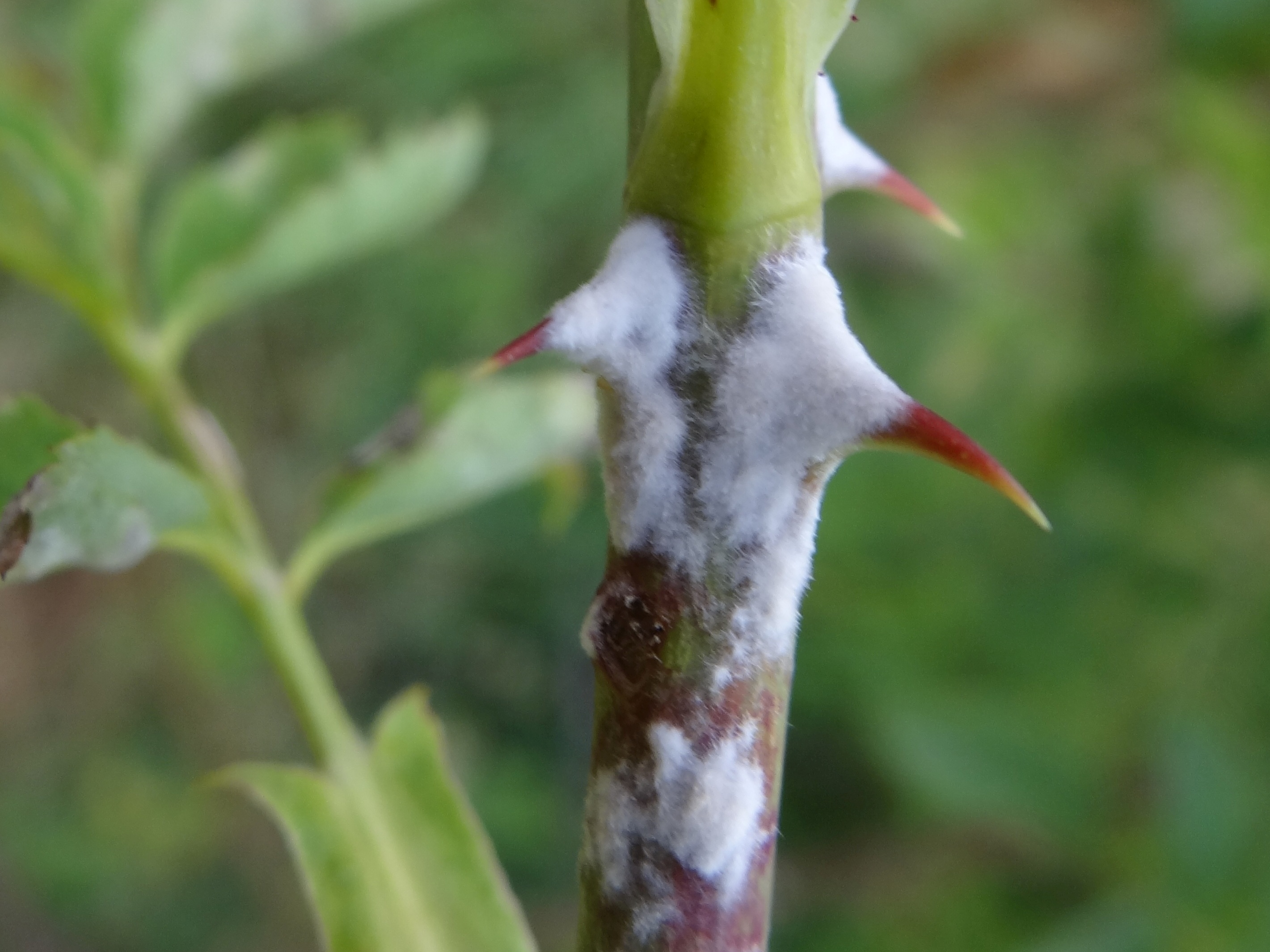
Mączniak prawdziwy na pędzie róży

- Przędziorek chmielowiec żeruje od maja do sierpnia. Atakuje liście, które żółkną, częściowo zasychają i odpadają.
- Mszyca różano-szczeciowa atakuje liście i kwiaty powodując ich powolny wzrost oraz zniekształcenie.
- Obnażacz różawki (larwa) atakuje liście powodując ich silne uszkodzenie.
- Psowacz różany (larwa) naruszając blaszkę liści powoduje ich brunatnienie i zasychanie.
- Bruzdownica pędówka (larwa) żeruje w wewnątrz pędu powodując jego więdnięcie, czernienie i zasychanie.
- Nimułka różana (larwa) doprowadza do zwijania się liści, ich żółknienia i przedwczesnego opadania.
- Czarna plamistość róży – powoduje powstawanie ciemnobrązowych plam na liściach
- Mączniak prawdziwy róży – biały nalot powodujący obumieranie i przedwczesne opadanie liści, osłabienie rośliny, słabsze kwitnienie
- Mączniak rzekomy róży – żółte, potem brunatne plamy na liściach i ich przedwczesne opadanie
- Rdza róży – powoduje deformację, obumieranie i przedwczesne opadanie liści, podatność na przemarzanie